# Perlis United FC
Langkawi City Football Club ist ein Fußballverein aus Pulau Langkawi, Kedah. Aktuell spielt die Fußballmannschaft in der dritthöchsten Liga des Landes, der Malaysia M3 League.
Der Verein wurde 2002 als Kelab Sukan Komuniti Tambun Tulang (KSK Tambun Tulang) gegründet. 2020 wurde er in Perlis United FC umbenannt.

## Erfolge
- Malaysia FAM League: 2009 (2. Platz)
- Perlis Amateur League: 2019

## Stadion

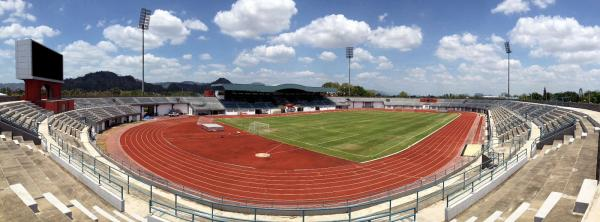
Tuanku Syed Putra Stadium

Seine Heimspiele trägt der Verein im Tuanku Syed Putra Stadium in Kangar, Perlis, aus. Das Stadion hat ein Fassungsvermögen von 20.000 Personen.
Koordinaten: 6° 27′ 1,6″ N, 100° 12′ 2″ O

## Spieler
Stand: August 2020
| Nr. |                    | Position | Name                  |
| --- | ------------------ | -------- | --------------------- |
| 1   | Malaysia           | TW       | Alif Fahmi Rasmid     |
| 4   | Malaysia           | AB       | Firdaus Zulkaffli     |
| 5   | Malaysia           | AB       | Hafiz Abdul Karim     |
| 6   | Malaysia           | AB       | Fitri Abdul Rahman    |
| 7   | Malaysia           | AB       | Mazlizam Mohamad      |
| 8   | Malaysia           | MF       | Shukor Azmi           |
| 10  | Malaysia           | ST       | Razis Rasid           |
| 11  | Malaysia           | MF       | Adib Farhan Jamaludin |
| 12  | Malaysia           | AB       | Alif Hamdan           |
| 13  | Malaysia           | AB       | Azizi Matt Rose       |
| 14  | Vereinigte Staaten | ST       | Ali Sami Deeb         |
| 15  | Malaysia           | AB       | Arif Nazdman Roslan   |
| 17  | Malaysia           | MF       | Hazwan Hassan         |
| 18  | Malaysia           | ST       | Norhamizaref Hamid    |
| 19  | Malaysia           | MF       | Alif Aiman Shafawi    |
| 20  | Malaysia           | MF       | Azri Rohim            |

| Nr. |          | Position | Name                    |
| --- | -------- | -------- | ----------------------- |
| 21  | Malaysia | MF       | Daniel Abdullah         |
| 22  | Malaysia | TW       | Khairul Hilmi Adenan    |
| 23  | Malaysia | AB       | Farhan Mustafa          |
| 24  | Malaysia | MF       | Hafizi Mat Rodzi        |
| 25  | Malaysia | MF       | Haziq Muiz              |
| 26  | Malaysia | MF       | Syed Syazmin Syed Azman |
| 27  | Malaysia | MF       | Sadam Hashim            |
| 28  | Malaysia | ST       | Shafiq Jamal            |
| 30  | Malaysia | AB       | Hazim Che Harizal       |
| 31  | Malaysia | TW       | Amirul Fazil            |
| 36  | Malaysia | AB       | Fazli Abdul Rahman      |
| 37  | Malaysia | MF       | Ikmal Ibrahim           |
| 77  | Malaysia | MF       | Izhar Rafi              |
| 78  | Belgien  | MF       | Jason Van Achteren      |

## Saisonplatzierung
| Saison | Līga               | Platz | FA Cup |
| ------ | ------------------ | ----- | ------ |
| 2020   | Malaysia M3 League |       |        |
| 2021   | Malaysia M3 League |       |        |

Die Saison 2020 wurde wegen der COVID-19-Pandemie abgebrochen.